# 포곡초등학교 축구부
포곡초등학교 축구부(영어: Pogok Elementary School Football Club)는 대한민국 경기도 용인시에 있는 초등학교 축구부이다. 포곡초등학교가 운영하는 축구부로, 1983년에 창단 되었다.

## 출신 선수
- 구본상
- 김진수

## 참고 자료
- “KFA 통합경기정보 시스템”. 대한축구협회.
- 포곡초 남정현 감독 “아이들이 훌륭한 인재로 성장하길”

## 같이 보기
- 포곡초등학교